# Bertha Valerius
Aurora Valeria Albertina Bertha Valerius (21 janvier 1824, Stockholm - 24 mars 1895, Stockholm) est une photographe et peintre suédoise, fille de Johan David Valerius (sv) et sœur d'Adelaïde Leuhusen (sv).
Elle réalise des portraits à la fois en photographie et en peinture. En 1864, elle est nommée artiste portraitiste officielle de la cour royale. Elle est récompensée à l'exposition du parc Kungsträdgården de Stockholm en 1866.
Bertha Valerius est représentée à l'Académie royale des arts de Suède, à l'Académie royale des sciences de Suède, à la bibliothèque de l'université d'Uppsala et au musée de Linköping.

## Galerie

### Portraits peints

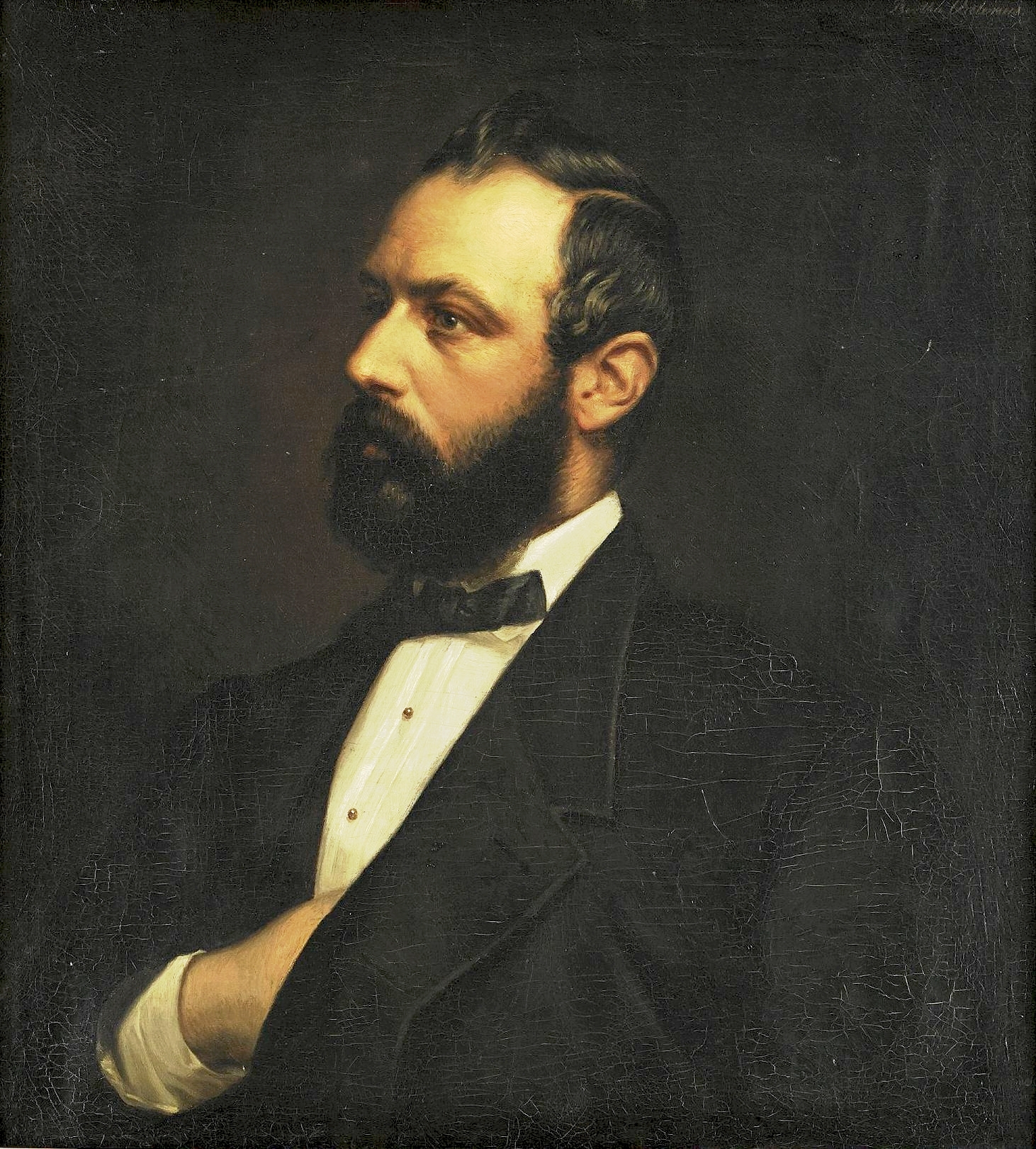
Charles XV de Suède.
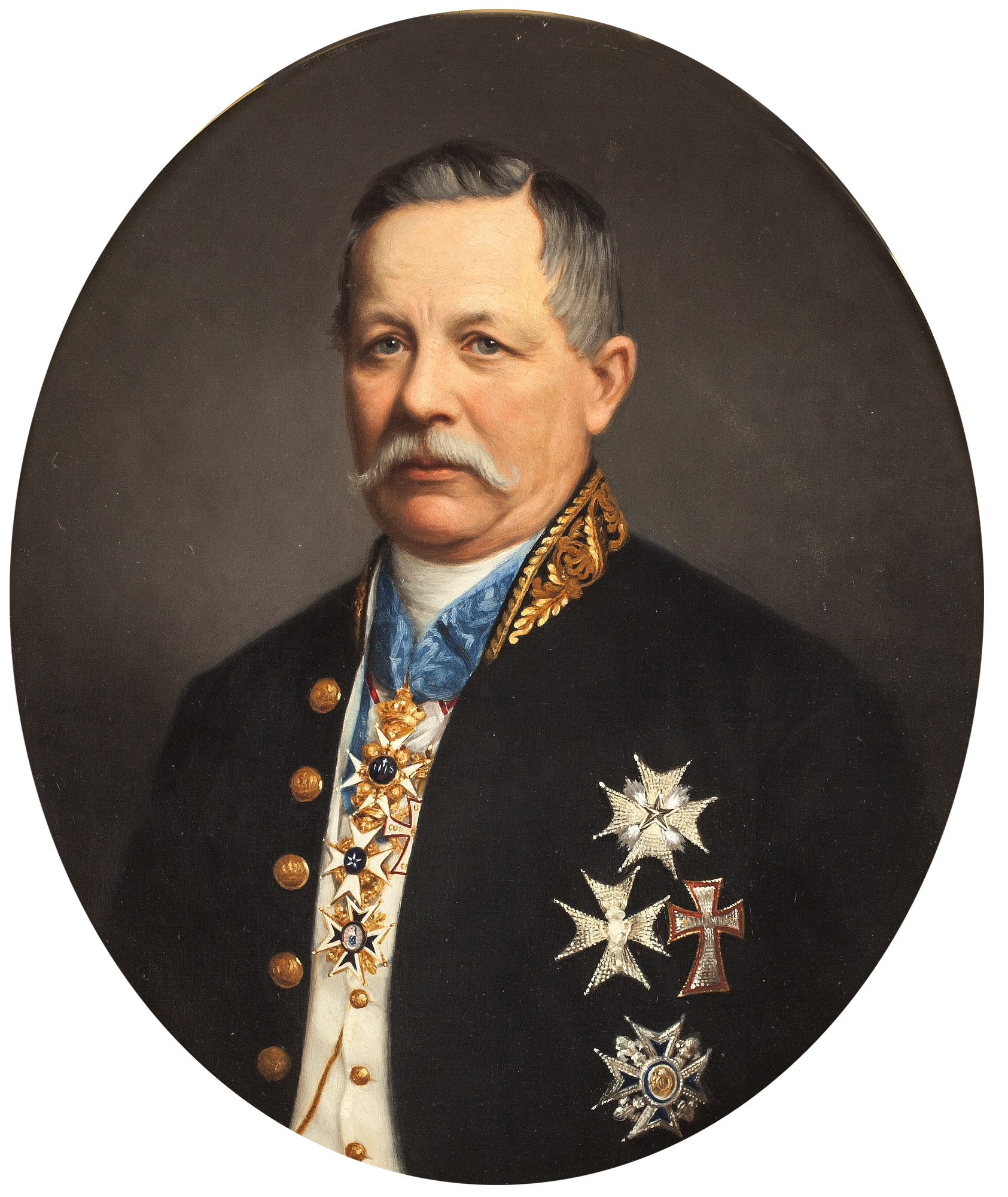
Gustaf Georg Knut Åkerhielm.
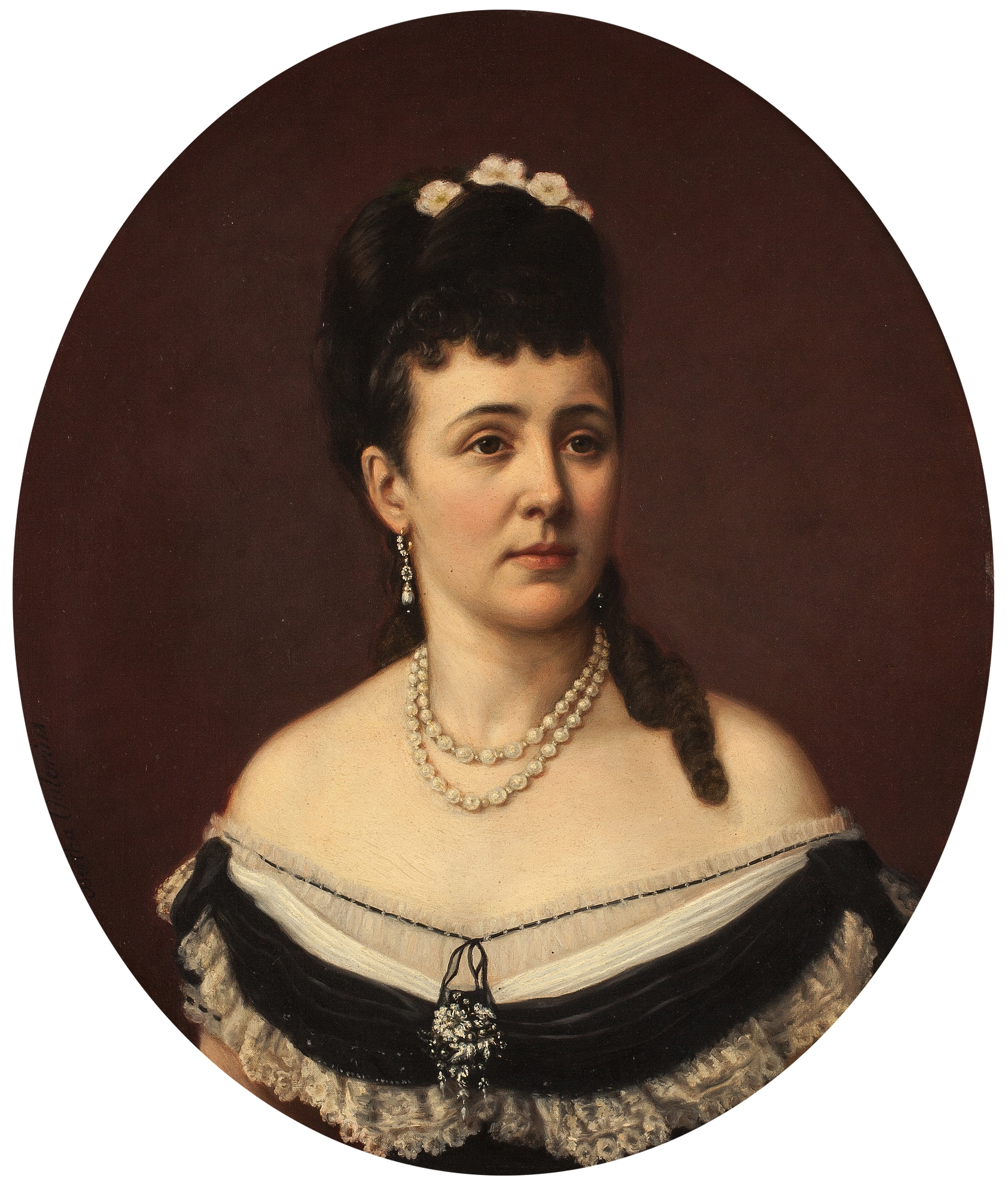
Julia Åkerhielm.
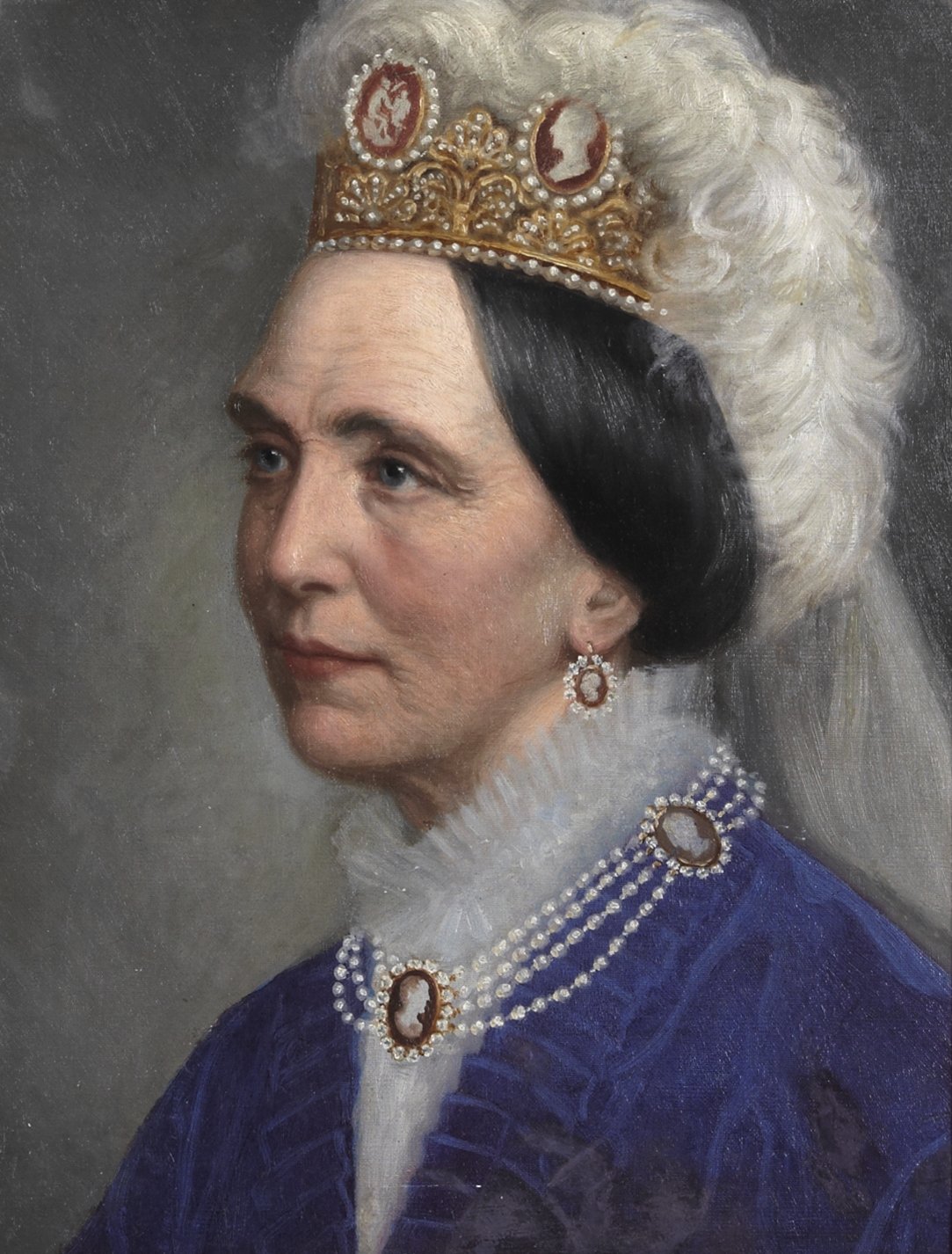
Joséphine reine de Suède, portant un collier de camées de Joséphine de Beauharnais.

### Portrait photographique

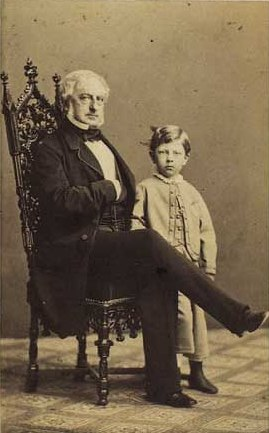
Wulff Scheel-Plessen.

## Source de la traduction
- (en) Cet article est partiellement ou en totalité issu de l’article de Wikipédia en anglais intitulé « Bertha Valerius » (voir la liste des auteurs).